# Bernhard Riggenbach
Bernhard Riggenbach (* 25. Oktober 1848 in Basel; † 2. März 1895 ebenda) war ein Schweizer evangelischer Theologe, Hochschullehrer und Autor.

## Leben und Werk

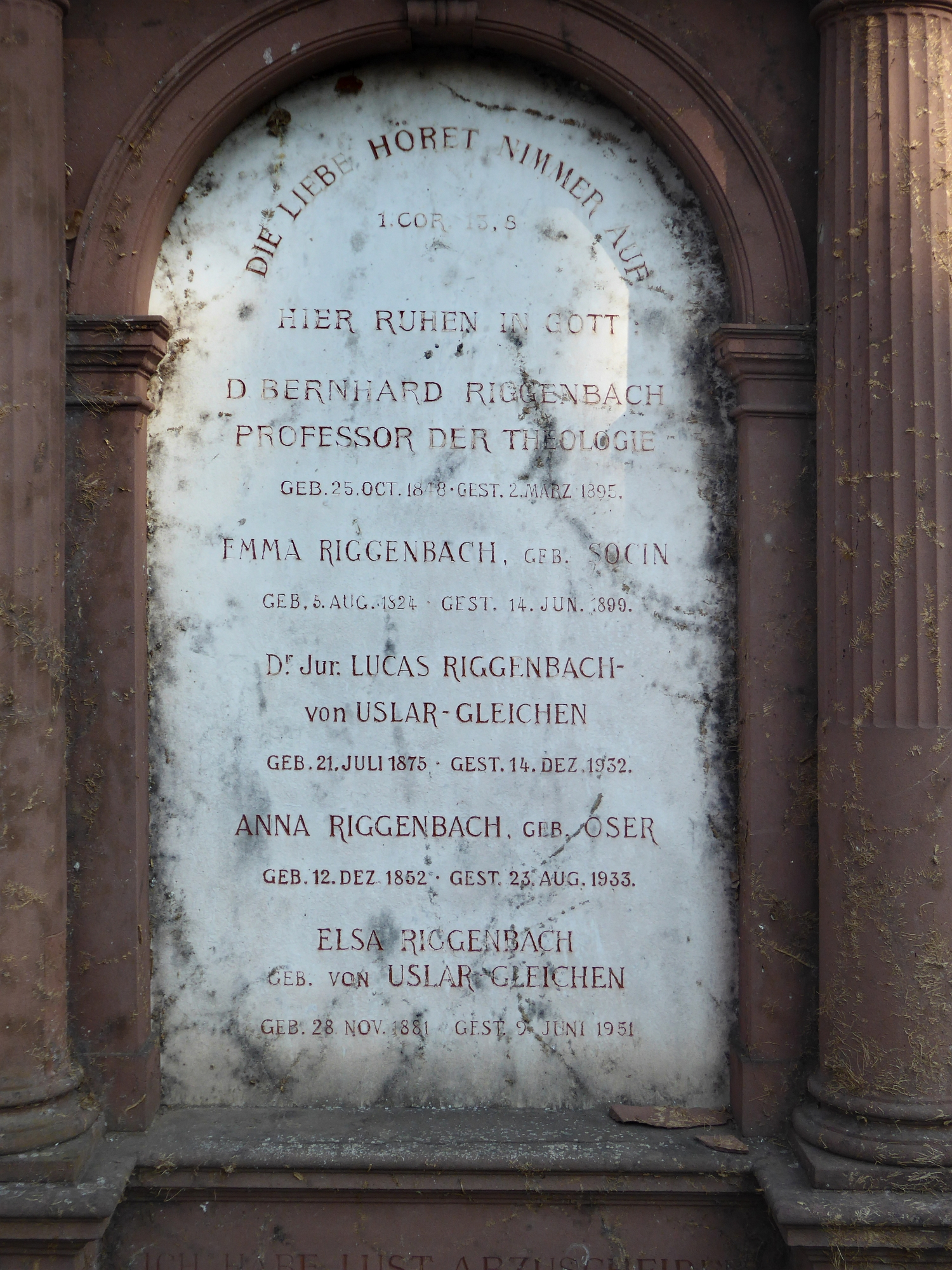
Grab auf dem Wolfgottesacker in Basel

Bernhard Riggenbach war ein Sohn des Ingenieurs Niklaus Riggenbach und der aus Basel stammenden Emma, geborene Socin (* 5. August 1824; † 14. Juni 1899).
Riggenbach heiratete 1872 Anna, geborene Imhof († 1878). Zusammen hatten sie den Sohn Franz Lucas (1875–1932). In zweiter Ehe war Riggenbach ab 1880 mit Anna, geborene Oser (* 12. Dezember 1852; † 23. August 1933), verheiratet. Aus dieser Ehe gingen drei Kinder hervor, darunter der Sohn und Basler Denkmalpfleger Rudolf Riggenbach.
Bernhard Riggenbach wirkte von 1872 bis 1881 in der Kirchgemeinde Arisdorf. Zudem war er in der Strafanstalt Lohnhof in Basel tätig und verfasste zahlreiche Schriften. Am 2. Mai 1882 hielt Riggenbach in der Aula der Universität Basel seine Habilitations-Vorlesung über Das Armenwesen der Reformation.
Riggenbach fand seine letzte Ruhestätte auf dem Wolfgottesacker in Basel.

## Werke
- Johann Eberlin von Günzburg und sein Reformprogramm. Ein Beitrag Zur Geschichte des Sechzehnten Jahrhunderts. Verlag Franz Fues, Tübingen 1874.
- Das Chronikon des Konrad Pellikan. Bahnmaier, Basel 1877 (Onlineausgabe: Hansebooks GmbH, Norderstedt, ISBN 978-3-7433-3976-7).
- Das Armenwesen der Reformation. In: Neue evangelische Kirchenzeitung 25 (1883), Nr. 7 (Onlineausgabe: Hansebooks GmbH, Norderstedt, ISBN 978-3-348-07058-4).
- Geschichte der Pfarrei Arisdorf, nach handschriftlichen Quellen In: Basler Stadtbuch, 1885, S. 105–134.